# Паоло VI (Таранто)
Паоло VI (итал. Paolo VI) је насеље у Италији у округу Таранто, региону Апулија.
Према процени из 2011. у насељу је живело 17330 становника. Насеље се налази на надморској висини од 47 м.